# Nèmetes
|  | No s'ha de confondre amb Nementurs. |

Els nèmetes o nemets (en llatí Nemetes o Nemetae) eren un poble celta aliat dels germànics que va lluitar al costat d'Ariovist. Juli Cèsar diu que els seus territoris començaven a l'oest de la Hercynia Silva, igual que els helvecis i rauracs; probablement llavors només vivien a l'est del Rin, però més tard els vangíons i els nèmetes van passar a la banda oest.
Claudi Ptolemeu diu que la seva capital era Noviomagus (Νοιόμαγος), que els Itinerarium situen al lloc de l'actual Spira, i els situa incorrectament al nord dels vangíons que tenien per capital a Borbetomagus (Worms). Plini el Vell esmenta als nèmetes, tribocs i vangíons per aquest ordre, i Tàcit ho fa just en l'ordre invers. Ammià Marcel·lí diu que era una civitas, segurament una ciutat romana en el seu temps.